# Realmente lo mejor
Realmente lo mejor è la prima raccolta della cantante messicana Julieta Venegas che include due singoli estratti dall'album Aquí, due singoli dall'album Bueninvento, quattro singoli dall'album Sí e quattro singoli dall'album Limón y sal.

## Tracce
1. De mis pasos – 3:20
2. Cómo sé – 3:27
3. Sería feliz – 3:15
4. Hoy no quiero – 3:19
5. Andar conmigo – 4:04
6. Lento – 4:06
7. Algo está cambiando – 3:15
8. Oleada – 3:10
9. Me voy – 3:28
10. Limón y sal – 3:15
11. Eres para mí (feat. Anita Tijoux) – 3:58
12. Primer día (feat. Dante) – 3:56

## Classifiche
| Classifica (2008)            | Posizione massima |
| ---------------------------- | ----------------- |
| Messico                      | 61                |
| Spagna                       | 80                |
| Stati Uniti Top Latin Albums | 36                |